# Effeystraße 6

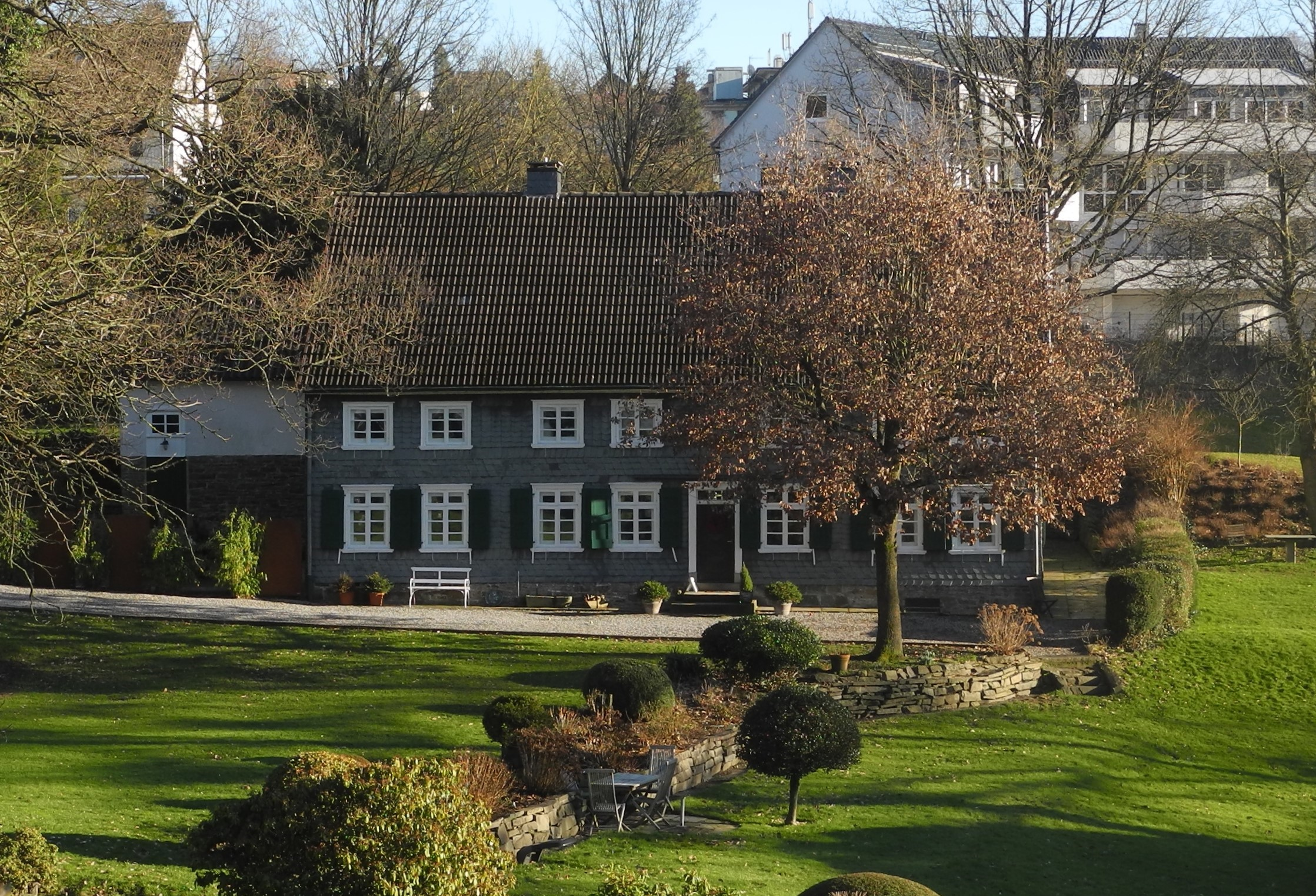
Garteneinbettung

Das Wohnhaus Effeystraße 6 ist ein denkmalgeschütztes Fachwerkhaus im Ennepetaler Ortsteil Voerde. Das Gebäude wurde im 17. oder 18. Jahrhundert errichtet.

## Beschreibung
Das Fachwerkhaus mit Schieferdeckung ist zum Teil auch in Natursteinmauerwerk ausgeführt, ebenso zwei Nebengebäude. Auf der Giebelseite befindet sich eine Ladeluke. Ein kleinteiliges Oberlicht befindet sich über der Haustür. Sieben Fensterachsen mit original erhaltenen Holzsprossenfenstern, teilweise mit Schlagläden in Bergisch-Grün ermöglichen einen Talblick.
Das Gebäude bildet zusammen mit dem benachbarten Wohnhaus Königsberger Straße 48 ein Denkmalensemble.